# KinKi KISS2 Single Selection
『KinKi KISS2 Single Selection』（キンキ・キッスツー・シングル・セレクション）は、KinKi Kidsの10作目の映像作品。2004年7月14日発売。発売元は、ジャニーズ・エンタテイメント。尚、同日発売されたVHSビデオ『KinKi KISS3 Single Selection』（キンキ・キッススリー・シングル・セレクション）も、ここに併記する。

## 概要
- 10作目の映像作品となるが、厳密にはDVDは5作目、VHSは11作目となる。尚、VHSビデオでの発売は、この作品が最後となった。
- 2001年に発売された『KinKi KISS Single Selection』から2作目となるミュージックビデオ集で、DVDとVHSの2種類のソフトにて発売された。タイトル表記はVHSは前作を1,2で分売したため3、DVDは2と数字が異なる。
- パッケージのタイトルは数字表記が冪乗表記されているが、公式サイトでは通常の数字表記となっている。
- シングル曲は、「情熱」から「ね、がんばるよ。」までの9作品が収録されている。また、「永遠のBLOODS」～「薄荷キャンディー」までのストーリー仕立てのビデオクリップに、このストーリーの完結編として新たに製作された「Bonnie Butterfly」（アルバム『G album -24/7-』より）のビデオクリップを加えたショートムービー『鏡の中の六月』が収録されており、ブックレットにはSTORY（物語のあらすじ）が記載されている。
- 2003年10月20日に日比谷シティにて行われたシークレットライブの模様が収録されている。初回盤と通常盤に2曲ずつ収録されているが、別々の曲が収録されている。映像作品で、初回盤と通常盤で異なる内容が収録されたのは、この作品が初となった。
- 収録曲にはマルチアングル仕様にて収録されている曲もあるが、公式サイトに「どこに収録されているかは、シークレット」と記載されている為、ここでの記載は割愛する。

## 仕様・特典
- DVD初回限定盤[1]
  - スーパージュエルケース＋三方背BOX仕様
  - 16Pブックレット封入
  - 2003年10月20日に日比谷シティにて行われたシークレットライブより、2曲を収録
  - 光一の一日を密着した「K-LIFE」、剛の弾き語りが収録されている「T-LIVE」を収録
- DVD通常盤[2]
  - スーパージュエルケース仕様
  - 12Pブックレット
  - 日比谷シティにて行われたシークレットライブより、初回限定盤とは異なる2曲を収録
  - 「心に夢を君には愛を」と「薄荷キャンディー」の通常のビデオクリップとは異なるショートバージョンを収録
- VHS[3]
  - キャラメルケース仕様
  - 16Pブックレット封入
  - 内容はDVD初回限定盤と同様
  - 2022年現在、廃盤

## 収録曲

### 《DVD初回盤、VHS》
1. 情熱
2. Hey! みんな元気かい?
3. カナシミ ブルー
4. solitude 〜真実のサヨナラ〜
5. 永遠のBLOODS
6. 心に夢を君には愛を
7. 薄荷キャンディー
8. ね、がんばるよ。

SPECIAL REEL
- 鏡の中の六月

ショートムービー
- 2003.10.20 SECRET LIVE in HIBIYA CITY
  - Destination
  - 停電の夜には -On the night of a blackout-
- K-LIFE
- T-LIFE

### 《DVD通常盤》
1. 情熱
2. Hey! みんな元気かい?
3. カナシミ ブルー
4. solitude 〜真実のサヨナラ〜
5. 永遠のBLOODS
6. 心に夢を君には愛を
7. 薄荷キャンディー
8. ね、がんばるよ。

SPECIAL REEL
- 鏡の中の六月
- 2003.10.20 SECRET LIVE in HIBIYA CITY
  - 全部だきしめて
  - 永遠のBLOODS
- 心に夢を君には愛を PVショートバージョン[2]
- 薄荷キャンディー PVショートバージョン[2]